# Округ Стубен (Индијана)
Округ Стубен (енгл. Steuben County) је округ у америчкој савезној држави Индијана.

## Демографија
По попису из 2010. године број становника је 34.185, што је 971 (2,9%) становника више него 2000. године.
| Група             | 2000.          | 2010.          |
| Белци             | 31.931 (96,1%) | 32.513 (95,1%) |
| Афроамериканци    | 123 (0,4%)     | 179 (0,5%)     |
| Азијати           | 133 (0,4%)     | 167 (0,5%)     |
| Хиспаноамериканци | 683 (2,1%)     | 982 (2,9%)     |
| Укупно            | 33.214         | 34.185         |